# Strobe Talbott
Nelson Strobridge "Strobe" Talbott III, född 25 april 1946 i Dayton, Ohio, är en amerikansk diplomat, politiker (Demokratiska partiet), journalist och statsvetare. Talbott var biträdande utrikesminister i USA 1993-2000 och är känd som anhängare av världsfederalismens idéer. Talbott är för närvarande (2015) chef för Brookings Institution i Washington, DC.
Han var gift med Brooke Shearer från 1971 till hennes död 2009. Han är gift med Barbara Lazear Ascher sedan 2015.